# William Selman II
William Selman foi um político inglês que foi parlamentar por Plympton Erle em 1420, maio de 1421, dezembro de 1421, 1425 e 1429. A sua esposa Joan Beauchamp pode ter sido a mãe de Robert Chalons.